# Phygopoda ingae
Phygopoda ingae là một loài bọ cánh cứng trong họ Cerambycidae.